# یاستربارسکو
یاستْر ِبارسکو (به کرواتی: Jastrebarsko) شهری در زاگرب کشور کرواسی است که جمعیت آن در سال ۲۰۱۱ میلادی ۱۶٬۹۲۹ نفر بوده‌است.